# Olios tener
Olios tener là một loài nhện trong họ Sparassidae.
Loài này thuộc chi Olios. Olios tener được Tord Tamerlan Teodor Thorell miêu tả năm 1891.